# Мистецтво постмодернізму
Мистецтво постмодерну — сукупність мистецьких рухів, які прагнули заперечити деякі аспекти модернізму, що виникли або розвивалися надалі. Загалом, такі рухи, як інтермедіа, артінсталяція, концептуальне мистецтво і мультимедіа, особливо ті, що містять відео, описані як постмодерн.
Є кілька рис, які дозволяють вважати твір мистецтва постмодерним; зокрема бриколаж, вживання слів напряму, як основний художній елемент, колаж, спрощення, привласнення, виконавське мистецтво, переробка минулих стилів і тем у сучасному контексті, а також зруйнування меж між витонченим і високим мистецтвом та низьким мистецтвом та популярною культурою.

## Використання терміна
Переважним терміном для мистецтва починаючи з 1950-х років є «контепорарі». Не все мистецтво позначене контемпорарі належить до постмодернізму, а охоплює також художників, які продовжують працювати в традиціях модерну і пізнього модерну, а також художників, які відкидають постмодернізм з інших причин. Артур Данто стверджує, «контемпорарі» — це ширший термін, а об'єкти постмодерну являють собою «підгалузь» руху контемпорарі. Деякі художники-постмодерністи сильніше відійшли від ідей мистецтва модернізму і немає консенсусу щодо того, що таке «пізній модерн» а що таке «пост-модерн». Постмодернізм відновив ідеї, які відкинула естетика модернізму. У живописі постмодернізм знову ввів подання. Деякі критики стверджують, що значну частину нинішнього «постмодерного» мистецтва, новітній авангардизм, слід все-таки класифікувати як мистецтво модернізму.
Крім опису певних тенденцій мистецтва контемпорарі, постмодерн також використовують для позначення фази мистецтва модернізму. Захисники модернізму, як от Клемент Грінберг , а також радикальні противники модернізму, наприклад Фелікс Гваттарі, який називає постмодернізм «останнім подихом» модернізму, взяли на озброєння цю позицію. Нео-консерватор Гілтон Крамер описує постмодернізм як «творіння модернізму наприкінці свого тросу». Жан-Франсуа Ліотар, в аналізі Фредеріка Джеймісона, не передбачає якогось окремого постмодерністського етапу, який би кардинально відрізнявся від періоду високого модернізму навпаки, постмодерністське невдоволення тим чи іншим стилем високого модернізму є частиною експериментів всередині самого високого модернізму, яке породжує нові модернізми. В контексті естетики і мистецтва, Жан-Франсуа Ліотар є визначним філософом постмодернізму.
Багато критиків вважають, що мистецтво постмодернізму походить від модернізму. Пропоновані дати переходу від модерну до постмодерну включають 1914 рік у Європі і 1962 або 1968 в Америці. Джеймс Елкінс, коментуючи дискусії про точну дату переходу від модернізму до постмодернізму, порівнює їх з обговоренням в 1960-х роках точного періоду існування маньєризму, чи відносити його початок безпосередньо після високого Відродження чи пізніше в тому столітті. Він зауважує, що такі дебати відбуваються регулярно, стосовно різних художніх рухів і періодів, але це не значить, що вони не важливі. Завершення періоду постмодерністського мистецтва відносять до кінця 1980-х років, коли слово «постмодернізм» втратило значну частину свого критичного резонансу, і художні практики почали реагувати на вплив глобалізації та нових медіа.
Американський марксистський філософ Фредерік Джеймісон стверджує, що умови життя і виробництва відбиватимуться на всій діяльності, включаючи мистецтво.
Жан Бодрійяр істотно вплинув на інспіроване постмодернізмом мистецтво і підкреслив можливості нових форм творчості. Художник Пітер Геллі описує свої кольори day-glo як «гіперреалізацію справжнього кольору» і визнає, що Бодріяр вплинув на нього. Бодрійяр сам, починаючи з 1984 року, був досить послідовний у тому що мистецтво контемпорарі, особливо постмодерністське, поступалося зокрема модерністському мистецтву періоду після Другої світової війни, тоді як Жан-Франсуа Ліотар хвалив живопис контемпорарі і відзначив його еволюцію від мистецтва модернізму. Основні жінки-художниці двадцятого століття пов'язані з постмодерністським мистецтвом, оскільки значна частина теоретичного підґрунтя їхніх робіт походить від французького психоаналізу і феміністської теорії, які тісно пов'язані з постмодерністською філософією.
Крім усіх використань терміна постмодернізм є критики його правомірності. Кірк Варнедо, наприклад, заявив, що немає такого поняття, як постмодернізм, і що можливості модернізму ще не вичерпані. Хоча використання цього терміна як свого роду скоропису для позначення деяких післявоєнних «шкіл», які застосовують відносно специфічні матеріальні та універсальні методики, стало звичайним від середини 1980-х років, але теоретичні основи постмодернізму як часового або епістемічного поділу, як і раніше викликають дуже багато суперечок.

## Визначення постмодернізму
| |  |  |
| The juxtaposition of old and new, especially with regards to taking styles from past periods and re-fitting them into modern art outside of their original context, is a common characteristic of postmodern art. |  |  |

Постмодернізм описує течії, які виникли на основі, але відрізняються від тенденції модернізму. Загальними визначеннями конкретних трендів модернізму є формальна чистота, специфічність середовища, мистецтво заради мистецтва, достовірність, універсальність, оригінальність і революційні або реакційні тенденції, тобто авангард. Парадокс - це мабуть, найважливіша модерністська ідея, проти якої виступає постмодернізм. Парадокс був центральним у справі модерністів, яку започаткував Мане. Різні порушення зображальних засобів, які ввів Мане в образотворче мистецтво, висунули на перше місце передбачувану взаємну винятковість реальності і репрезентації, дизайну і уявлення, абстракції та реальності. Включення парадоксу дуже стимулювало художників від Мане до концептуалістів.
Статус авангарду є спірним: багато інституцій  стверджують, що далекоглядність, перспективність, передовість, прогресивність мають вирішальне значення для місії мистецтва в сьогоденні, і тому постмодерністське мистецтво суперечить цінностям «мистецтва нашого часу». Постмодернізм відкидає ідею просування або прогресу в мистецтві як таку, і, таким чином, покликаний спростувати «міф авангарду». Розалінд Краусс була однією з тих, хто проголосив, що авангардизм вже скінчився, а нова мистецька епоха є пост-ліберальною і пост-прогресивною. Гризельда Поллок вивчала і виступила проти авангарду та сучасного мистецтва в серії новаторських книг, в яких переглянула мистецтво модернізму і водночас переосмислили постмодерністське мистецтво.
Однією з особливостей постмодерністського мистецтва є змішання в ньому високої і низької культури через використання промислових матеріалів і образів поп-культури. Використання низьких форм мистецтва також було частиною і модерністських експериментів, як показано в шоу Кірка Варнеду і Адама Гопніка 1990-91 року під назвою Високе і низьке: масова культура і сучасне мистецтво в Нью-Йоркському Музеї сучасного мистецтва. Цю виставку повсюдно розкритикували в той час як єдину подію, яка могла зібрати разом Дугласа Крімпа і Гілтона Крамера в хорі презирства. Постмодерністське мистецтво відоме своєю здатністю стирати відмінності між тим, що сприймається як витончене або високе мистецтво і тим, що зазвичай розглядають як низьке мистецтво або кітч. Хоча експерименти з розмиття кордонів між  високим і низьким мистецтвом траплялися і в модернізмі, але такі практики зажили повного схвалення лише після настання постмодерністської ери. Постмодернізм ввів елементи меркантильності, кітчу, естетику кемпу у свій художній контекст; постмодернізм бере стилі з минулих періодів, такі як готика, Ренесансу і бароко, і змішує їх, ігноруючи їхнє оригінальне використання у відповідних періодах. 
Фредерік Джеймсон стверджує, що постмодерністські роботи позбавлені будь-яких претензій на спонтанність і безпосередність вираження, використовуючи замість них стилізацію і переривчастість. Проти цього визначення виступають Чарлз Гаррісон і Пол Вуд, які вважають, що стилізація і переривчастість були притаманні і модерністам, що добре проявилося в творчості таких художників, як Мане та Пікассо.
Одне стисле визначення постмодернізму відкидає модерністські великі оповіді художнього спрямування, ліквідує кордони між високими і низькими формами мистецтва і порушує жанрові домовленості за допомогою зіткнень, колажів і фрагментації. Постмодернізм  вважає всі твердження нестійкими і нещирими, і тому іронія, пародія, і гумор є єдиними твердженнями, які критика або перегляд не можуть скасувати. Іншими визначальними рисами  є «плюралізм і різноманітність».

## Попередники в авангарді
Вважають, що радикальні течії та тенденції вплинули на постмодернізм і можливо передували йому. Вони виникли під час Першої світової війни і особливо в післявоєнний період. З введенням у мистецький вжиток промислових артефактів і таких прийомів, як колаж, авангардні течії, наприклад кубізм, дадаїзм і сюрреалізм поставили під сумнів природу і цінність мистецтва. Нові мистецькі форми, такі як кіно і поширення репродукції, вплинули на ці течії як засоби для створення робіт. Відправною точкою для визначення модернізму було есе Клемента Грінберна «Авангард і кітч», вперше опубліковане в Partisan Review в 1939 році. В ньому автор захищає авангард перед лицем популярної культури. Згодом, Пітер Бюргер відрізнятиме історичний авангард від модернізму, і критики, такі як Краусс, Гойссен і Дуглас Крімп визначатимуть історичний авангард як попередник постмодернізму. Краусс, наприклад, описує використання колажу в Пабло Пікассо як авангардну практику, яка передвіщає постмодернізм з його наголосом на мові за рахунок автобіографії. Ще одна точка зору полягає  в тому, що художники авангарду і модернізму використовували схожі стратегії, а постмодернізм відкидає обидві.

### Дада

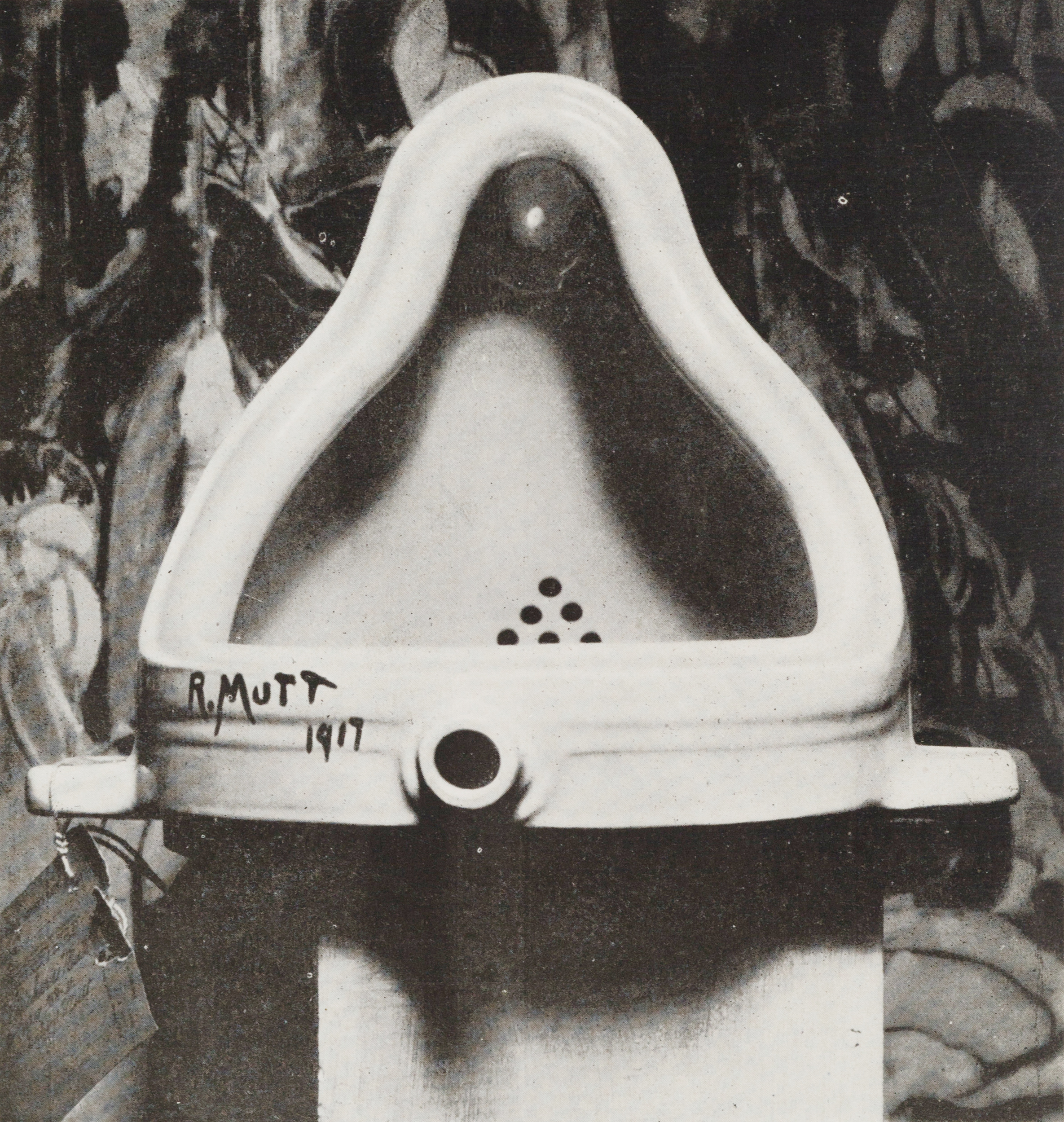
Марсель Дюшан, Фонтан, 1917. Фотографія Альфреда Штігліца

На початку 20-го століття Марсель Дюшан виставив пісуар як скульптуру. Його завдання було примусити людей дивиться на пісуар як витвір мистецтва тільки тому, що він сказав, що це витвір мистецтва. Він називав на свою роботу «редімейд». «Фонтан» був пісуаром, який автор підписав псевдонімом R. Mutt. Ця витівка потрясла художній світ у 1917 році. Цю та інші роботи Дюшана зазвичай відносять до дада. Дюшана можна розглядати як попередника концептуального мистецтва.
Дадаїзм можна розглядати як частину модерністської схильності кидати виклики встановленим стилям і формам, разом з сюрреалізмом, футуризмом, кубізмом і абстрактним експресіонізмом. З хронологічної точки зору дада перебуває всередині модернізму, однак низка критиків вважає його передвісником постмодернізму, тоді як інші, такі як Іхаб Хасан і Стівен Коннор, вважають його можливим перехідним етапом від модернізму до постмодернізму. Наприклад, за даними Макевілі, постмодернізм починається з розуміння, що вже ніхто не вірить у міф про прогрес, а Дюшан відчув це 1914 року, коли перейшов від модерністської практики до постмодерністської, «відмовившись від естетичної насолоди, надмірних амбіцій і tour de force демонстрації формальної вправності на користь естетичної байдужості, усвідомлення буденного світу, і знайденого об'єкту або редімейду.»

## Радикальні течії в сучасному мистецтві
Загалом і поп-арт і мінімалізм розпочались як модерністські течії: зміна парадигми і філософський розкол між формалізмом і анти-формалізмом на початку 1970-х років призвели до погляду на ці течії як на попередників постмодернізму або перехідні етапи до нього. Інші сучасні течії, які наводять як вплив на постмодерністське мистецтво, це концептуальне мистецтво і використання таких методів, як асамбляж, фотомонтаж, бриколаж і привласнення.

### Джексон Поллок і абстрактний експресіонізм
Наприкінці 1940-х — на початку 1950-х років, радикальний підхід Поллока до живопису революціював потенціал для всього сучасного мистецтва після нього. Поллок зрозумів, що шлях до роботи над твором мистецтва так само важливий, як і твір мистецтва сам по собі. Подібно до того, як Пабло Пікассо ввів інноваційні вдосконалення і змінив живопис і скульптуру на рубежі століть через Кубізм і побудовані скульптури, Поллок переглянув художню творчість у середині століття. Перехід Поллока від станкового живопису та умовності звільнив сучасних йому митців та послідовників. Вони засвоїли творчий процес Поллока — працювати на підлозі, нерозтягнутих сирих полотнах, з усіх чотирьох сторін, використовуючи виробничі матеріали художника, промислові матеріали, образи, не-образи, наносячи фарбу у вигляді довгих ниток, капаючи, малюючи, фарбуючи, розсунули процес художньої творчості далеко за попередні межі. Абстрактний експресіонізм розширив і розвинув визначення та можливості, які художники мали для створення нових творів мистецтва. У певному сенсі, інновації Джексона Поллока, Віллема де Кунінга, Франца Клайна, Марка Ротко, Філіпа Гастона, Ганса Гофманна, Кліффорда Стілла, Барнетта Ньюмана, Еда Рейнгардта та інших, відкрили шлюзи для різноманітності і обсягу наступної роботи.

### Після абстрактного експресіонізму
У абстрактному живописі 1950-х і 1960-х років з'явилося кілька нових напрямів, таких як живопис жорстких країв та інші форми геометричної абстракції, наприклад роботи Френка Стели. Вони виникли в художніх студіях і радикальних авангардних колах як реакція проти суб'єктивізму абстрактного експресіонізму. Клемент Грінберг став голосом постживописної абстракції; керуючи впливовою виставкою нових картин, яка об'їздила важливі художні музеї по всій території США в 1964 році. Живопис кольорового поля, живопис твердих країв та лірична абстракція виникли як радикальні нові напрямки.
Наприкінці 1960-х років постмінімалізм, процес арт і Арте Повера також стали революційними ідеями і рухами, які поєднали живопис і скульптуру, через ліричну абстракцію і постмінімалістський рух, і на початку концептуального мистецтва. Процес-арт інспірований Поллоком дозволив художникам експериментувати і використовувати різноманітні енциклопедії стилю, змісту, матеріалу, розстановки, відчуття часу, пластичного і реального простору. Ненсі Грейвс, Рональд Девіс, Говард Годжкін, Ларрі Пунс, Янніс Кунелліс, Брайс Марден, Брюс Науман, Річард Таттл, Алан Сарет, Волтер Дарбі Баннард, Лінда Бенгліс, Ден Крістенсен, Ларрі Зокс, Ронні Лендфілд, Єва Гессе, Кіт Сонніер, Річард Серра, Сем Гілліам, Маріо Мерц, Пітер Реджинато, Лі Лозано, це лише деякі з молодих художників, що з'явилися в епоху пізнього модернізму, запліднивши собою період розквіту мистецтва кінця 1960-х років.

### Перформанси і хепенінги
Наприкінці 1950-х і впродовж 1960-х років художники з широким колом інтересів стали розсовуючи межі сучасного мистецтва. Ів Кляйн у Франції, і Каролі Шніманн, Яйої Кусама, Шарлотта Мурман, і Йоко Оно в Нью-Йорку були піонерами творів мистецтва побудованих на перформансах. Такі групи, як живий театр з Джуліан Бек і Джудіт Маліна співпрацювали зі скульпторами та художниками, створюючи середовища; радикально зв'язок між аудиторією і виконавцем, особливо в своїй п'єсі Рай зараз. У Театрі танцю Джадсона розташованому в Меморіальної церкві Джадсон, Нью-Йорк, і танцюристи Джадсона, зокрема, Івонн Райнер, Тріша Браун, Елейн Саммерс, Селлі Гросс, Симонн Форті, Дебора Гей, Лусінда Чайлдс, Стів Пекстон та інші співпрацювали з художниками Робертом Моррісом, Робертом Вітменом, Джоном Кейджом, Робертом Раушенбергом, та інженерами, як Біллі Клювер. Ці виступи були часто призначені для створення нового виду мистецтва, який поєднує скульптуру, танець і музику звуку, часто за участі глядачів. Характерними рисами цих робіт були спрощені філософії мінімалізму, спонтанна імпровізація, експресивність і абстрактний експресіонізм.
За цей же період — кінець 1950-х до середини 1960-х років — різні авангардні митці створювали гепенінги. Гепенінги були загадковими й часто спонтанними та несподіваними зустрічами митців та їхніх друзів і родичів у різних особливих місцях. Часто містили вправи в абсурді, фізичні вправи, костюми, спонтанне оголення, і різні випадкові й, здавалося б, непов'язані акти. Аллан Капроу, Йозеф Бойс, Нам Джун Пайк, Вольф Востелл, Клес Олденбург, Джим Дайн, Ред Грумс, і Роберт Вітмен серед інших були відомими творцями гепенінгів.

### Мистецтво асамбляжу
Пов'язаною з абстрактним експресіонізмом стала поява комбінованих промислових товарів — з матеріалами художників, відійшовши від попередніх конвенцій живопису і скульптури. Роботи Роберта Раушенберга, чиї «комбайни» в 1950-х роках були провісниками поп-арту і артінсталяції, а також використання асембляжу великих фізичних об'єктів, зокрема опудал тварин, птахів і комерційна фотографія, є ілюстраціями цього напряму мистецтва.
Лео Стейнберг використовує термін «постмодернізм» у 1969 році, щоб описати «планшетну» картинну площину Раушенберга, що містить різні культурні образи і артефакти, які не були сумісні з мальовничою областю передмодерністського і модерністського живопису. Крейг Оуенс йде далі, виявляючи значимість робіт Раушенберга не як репрезентацію, на думку Стейнберга це «перехід від природи до культури», а як демонстрацію неможливості прийняти їх опозицію.
Стівен Бест і Дуґлас Келлнер відносять Раушенберга і Джаспера Джонса до перехідного етапу, під впливом Марселя Дюшана, між модернізмом і постмодернізмом. Ці художники використовували образи звичайних предметів, або самі предмети, у своїй роботі, зберігаючи абстракції й художні жести високого модернізму.
Ансельм Кіфер також використовує елементи асембляжу у своїх роботах, і в одному випадку, використовує ніс рибальського човна у своїй картині.

### Поп-арт
Лоуренс Алловей використовував термін «Поп-арт», щоб описати картини, на яких зображене споживацтво епохи після Другої світової війни епохи. Ця течія відкидає абстрактний експресіонізм і його акцент на герменевтичному та психологічному інтер'єрі, на користь мистецтва, яке зображувало, і часто піжносило, матеріальну споживацьку культуру, рекламу, а також іконографію епохи масового виробництва. Ранні роботи Девіда Гокні та твори Річарда Гамілтона, Джона Макгейла, і Едуардо Паолоцці значились серед основоположних прикладів цього руху. А пізніше американські приклади включали основну частину кар'єри Енді Ворхола і Роя Ліхтенштейна з його використанням точок Бендея, техніки, яку застосовують у комерційних репродукціях. Існує чіткий зв'язок між радикальними творами Дюшана, бунтівного дадаїста — з почуттям гумору; і поп-артистів, таких як Клас Олденбург, Енді Воргол, Рой Ліхтенштейн та інші.
Томас Макевіллі, погоджуючись з Дейвом Гікі, каже, що американський постмодернізм в образотворчому мистецтві почався з перших виставок поп-арту в 1962 році, «хоч і минуло близько двадцяти років, перш ніж постмодернізм став домінантним підходом в образотворчому мистецтві.» Фредерік Джеймсон теж вважає поп-арт постмодернізмом.
Одна із ознак за якою поп-арт можна вважати постмодернізмом це подолання того, що Андреас Гойссен називає «Великим розривом» між високим мистецтвом і популярною культурою. Постмодернізм виникає з «загальної відмови від категоріальної визначеності високого модернізму».

### Флюксус
Організатором флюксусу і автором його назви був 1962 року Джордж Мачюнас (1931-78), американський художник, який народився в Литві. Флюксус веде свою історію від класів експериментальної композиції Джона Кейджа з 1957 по 1959 рік в Новій школі соціальних досліджень у Нью-Йорку. Багато з його учнів були художниками, які працюють з іншими середовищами з невеликим досвідом у музиці або зовсім без нього. Серед студентів Кейджа були засновники флюксуса Джексон Мак Лоу, Ел Гансен, Джордж Брехт і Дік Гіггінс.
1962 року в Німеччині флюксус почав свою діяльність з FLUXUS Internationale Festspiele Neuester Musik у Вісбадені за участю Джорджа Мациюнаса, Йозефа Бойса, Вольфа Востелла, Нам Джун Пайка та інших. У 1963 році відбувся Festum Fluxorum fluxus у Дюссельдорфі за участю Мациюнаса, Востелла, Бойса, Гіггінса, Пайка, Бена Паттерссона, Емметта Вільямса та інших.
Флюксус заохочував творчий підхід «Зроби це сам» і цінував простоту більше за складність . Подібно до дада перед ним, флюксус включив сильний елемент антикомерційності і чуттєвості анти-мистецтва, зневажаючи конвенційний світовий художній ринок на користь творчої практики спрямованої на індивідуальність художника. Художники цього напряму працювали зі всіма матеріалами, що були під рукою і створювали роботи самостійно або ж у співпраці зі своїми колегами.
Флюксус можна розглядати як частину першого етапу постмодернізму, поряд з Раушенбергом, Джонсом, Ворхолом і Situationist International. Андреас Гойссен критикує спроби розглядати флюксус як постмодернізм, «або як майстер-код постмодернізму або ж, як завершальне нерепрезентативне мистецтво, яким був постмодернізм у найвищій точці свого розвитку.» Замість цього він бачить флюксус як велике явище неодадаїзму в рамках авангардної традиції. Він не є важливим кроком вперед у розвитку художніх стратегій, хоча й виражає бунт проти «керованої культури 1950-х років, в якій помірний, одомашнений модернізм служив ідеологічною опорою в холодній війні.»

### Мінімалізм

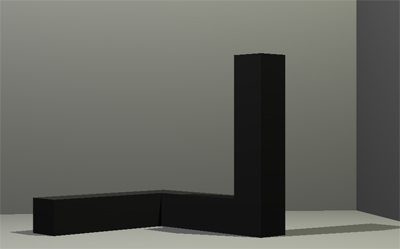
Тоні Сміт, Фрірайд, 1962, 6'8 х 6'8 х 6'8 (висота стандартного дверного отвору в США), музей сучасного мистецтва, Нью-Йорк

До початку 1960-х років мінімалізм виник як абстрактний напрям у мистецтві (з корінням у геометричній абстракції через Малевича, Баухаус і Мондріана), який відкинув ідею відносного і суб'єктивного живопису, складність поверхонь абстрактного експресіонізму, і емоційний дух часу і полеміку на арені живопису дій. Мінімалізм доводив, що крайня простота може зафіксувати піднесене уявлення, якого вимагає мистецтво. Пов'язаний з такими художниками як Френк Стелла, мінімалізм у живопису, на відміну від інших форм, це модерністська тачія і в залежності від контексту його можна розглядати як попередник постмодернізму.
Гел Фостер, у своєму есе суть мінімалізму, розглядає, до якої міри Доналд Джадд і Роберт Морріс обидва визнають і перевищують модернізм Грінберга у своїх опублікованих визначеннях мінімалізму. Він стверджує, що мінімалізм не є «глухим кутом» модернізму, а «парадигмальним зсувом у напрямку практик постмодернізму, які продовжують розроблятися дотепер.»

### Постмінімалізм
Роберт Пінкус-Віттен придумав термін пост-мінімалізм в 1977 році для опису мистецтва, похідного від мінімалізму, яке мало контент і контекстні обертони, відкинуті мінімалізмом. Він застосовує цей терміна до періоду 1966—1976 років до робіт Еви Гессе, Кіта Соннієра, Річарда Серри та нових робіт екс-мінімалістів Роберта Смітсона, Роберта Морріса, Сола Левітта, Баррі Лева та інших. Процес-арт і анти-форм-арт це інші терміни, якими можна описати їхні роботи.

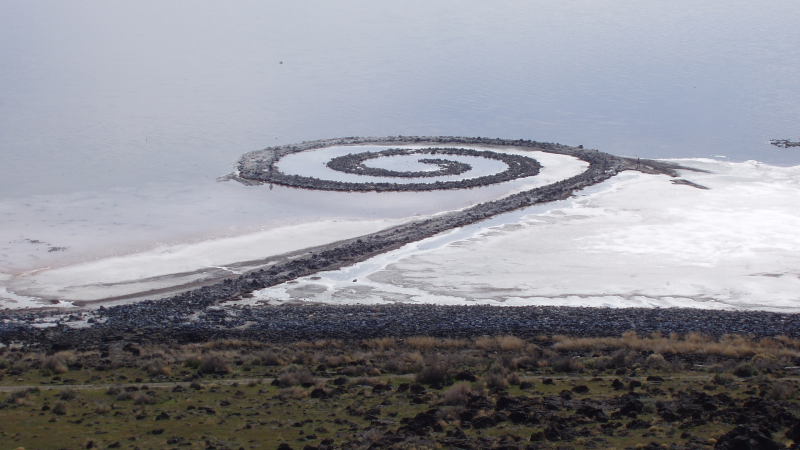
Роберт Смітсон, Спіральна пристань у середині квітня 2005 року. Створено 1970 року.

Розалінд Краусс стверджує, що до 1968 року такі художники, як Морріс, Левітт, Смітсон і Серра вже «увійшли в положення логічної ситуації, яку більше не можна описати як модернізм.» Розширення категорії скульптури з включенням у неї Ленд-арту і архітектури, «ввело в дію перехід до постмодернізму.»
Такі мінімалісти, як Доналд Джадд, Ден Флавін, Карл Андре, Агнес Мартін, Джон Маккрекен та інші продовжували створювати свої твори пізньо-модерного живопису і скульптури решту своєї кар'єри.

## Течії в мистецтві постмодернізму

### Концептуальне мистецтво

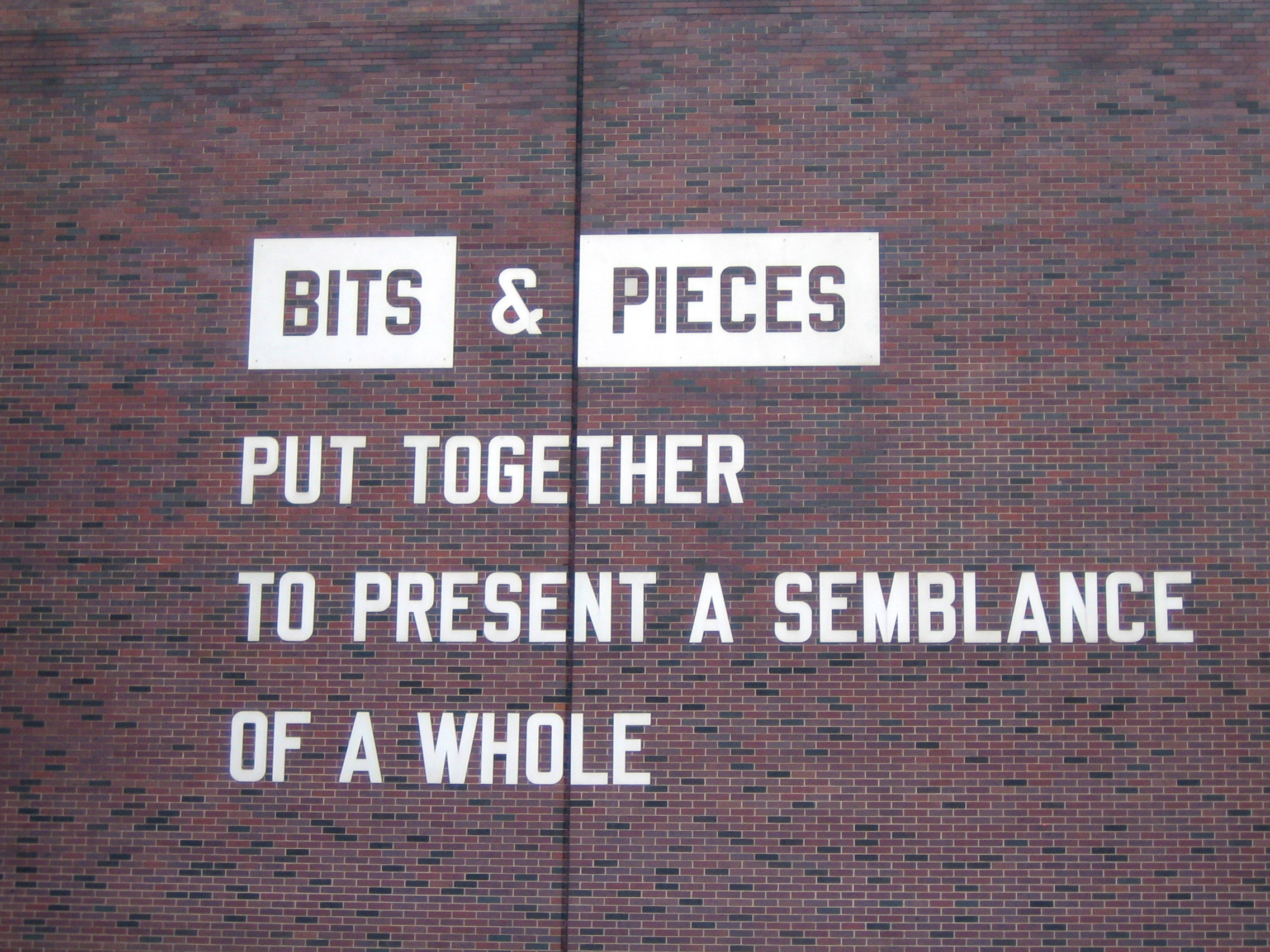
Лоуренс Вейнер, Bits & Pieces Put Together to Present a Semblance of a Whole, Центр мистецтв Вокера, Міннеаполіс, 2005.

Концептуальне мистецтво іноді називають постмодернізмом, тому що воно безпосередньо бере участь у деконструкції того, що робить твір мистецтва «мистецтвом». Оскільки концептуальне мистецтво найчастіше покликане протистояти, ображати або нападати уявлення багатьох людей, які його бачать, то воно накликає на себе особливу полеміку.
До попередників концептуального мистецтва відносять роботи Дюшана, Джона Кейджа 4' 33", в якій музика, як кажуть, це "звуки навколишнього середовища, які слухач чує, поки вона виконується, " і Раушенберга «Стертий малюнок де Кунінга». Багато концептуальних роботи дотримуються позиції, що мистецтво створюється від того, що глядач переглядає об'єкт або діє як мистецтво, а не від внутрішніх якостей самого твору. Таким чином, оскільки Фонтан був виставлений, то це була скульптура.

### Артінсталяція

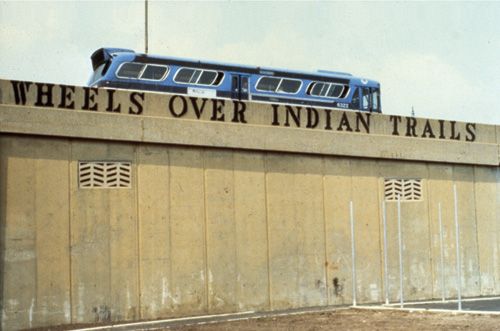
Джон Фекнер © 1979—1990 Колеса над індійським рейками, Лонг-Айленд-Сіті, Нью-Йорк. Естакада мосту Пуласкі в Квінс Мідтаун Таннел

Важлива серію течій у мистецтві, яка незмінно характеризується як постмодерністська, включає артінсталяції та створення артефактів, які носять концептуальний характер. Одним з прикладів є знаки Дженні Гольцер, які використовують техніки мистецтва, щоб передати конкретні повідомлення, такі як «Захисти мене від того, що я хочу». Артінсталяція була важливою для визначення простору, виділеного для музеїв сучасного мистецтва куди можна було б помістити великі роботи, які являють собою величезні колажі з виготовлених і знайдених предметів. Ці інсталяції та колажі часто електризовані, з рухомими частинами та освітленням.
Їх часто розробляють, щоб створити враження навколишнього середовища, як Христо і Жанна-Клод Залізна завіса, стіна з 240 барелів нафти, блокування вулиці Вісконті, Париж, червень 1962, яка була поетичною відповіддю на Берлінську стіну збудовану 1961 року.

### Лоуброу-арт
Лоуброу є поширеною популістською течією в мистецтві, яка бере початок в світі андеграундних коміксів, панк-року, вуличної культури хот-род та інших каліфорнійських субкультур. Також часто відомий під назвою поп-сюрреалізму. Лоуброу-арт підкреслює центральну тему в постмодернізмі в тому, що більше не розрізняє «високе» і «низьке» мистецтво.

### Цифрове мистецтво

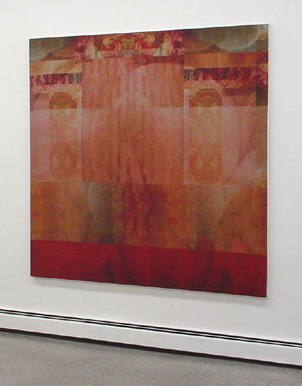
Джозеф Нехватал Народження viractual 2001 комп'ютер-роботизована акрил на полотні

Цифрове мистецтво це загальний термін для цілої низки художніх творів і практик, які використовують цифрові технології, як невід'ємну частину творчого процесу та/або процесу презентації. Цифрові технології трансформували такі види діяльності, як живопис, малюнок, скульптуру і музику/звукове мистецтво, тоді як нові форми, такі як нет-арт, цифрова артінсталяція і віртуальна реальність, стали визнаними художніми практиками.
Серед провідних теоретиків і істориків у цій області: Крістіан Пауль, Френк Поппер, Крістін Бюсі-Глюксманн, Домінік Мулон, Роберт К. Морган, Рой Аскотт, Катерін Перре, Марго Лавджой, Едмон Кушо, Фред Форест і Едвард А. Шенкен.

### Інтермедіа і мульти-медіа

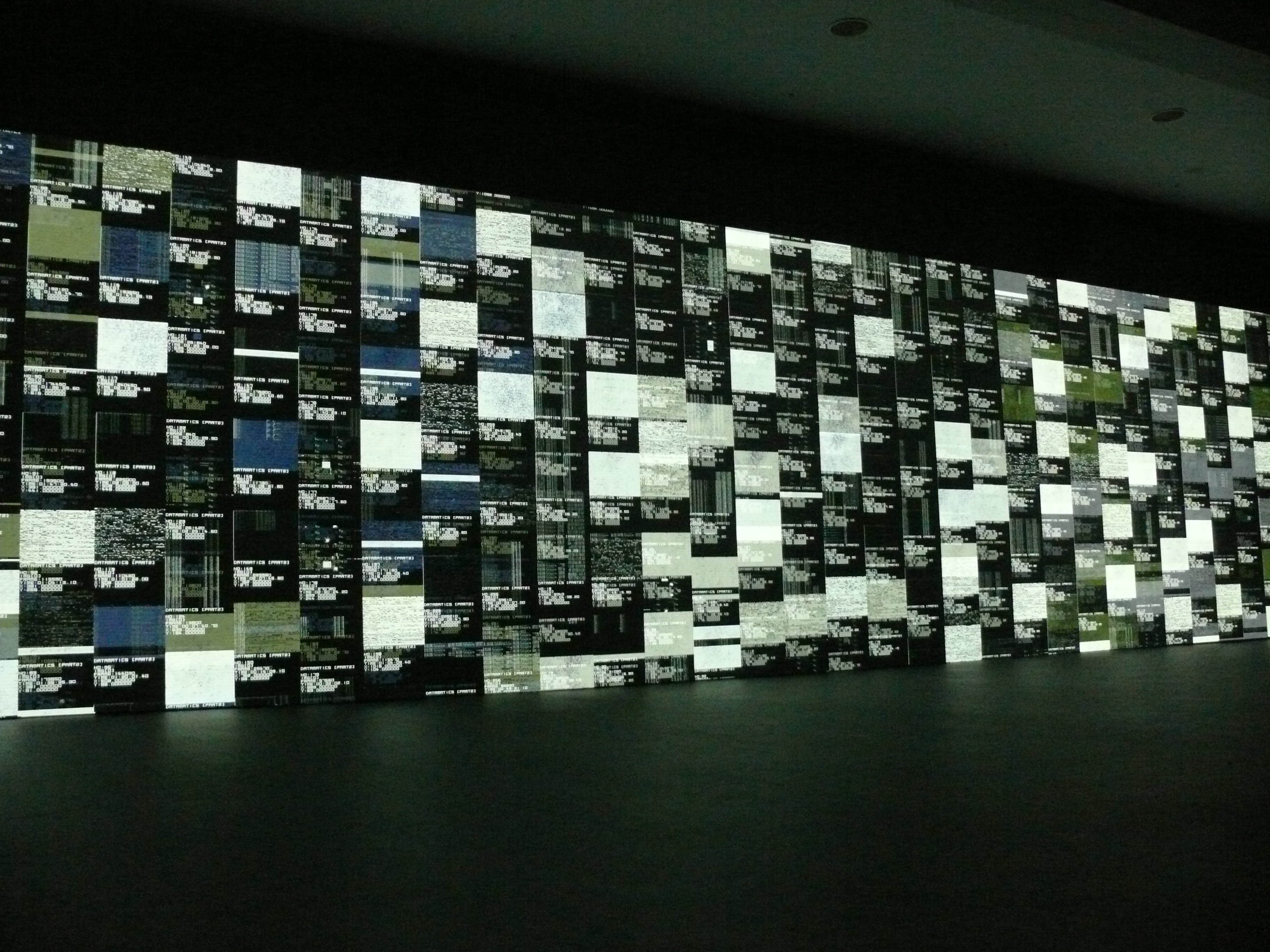
Дані. Трон [8к Розширена версія] Рьодзі Ікеда виставлений в transmediale 10.

Ще одна тенденція у мистецтві, яка була пов'язана з терміном постмодернізм, є використання низки різних медіа. Інтермедіа, термін запропонований Діком Гіггінсом, завданням якого є донести нові артистичні форми разом з лініями флуксусу, конкретної поезії, реді-мейд, перформансу та комп'ютерного мистецтва. Гіггінс був видавцем Something Else Press, сам конкретний поет, одружений з художницею Елісон Ноулз і шанувальник Марселя Дюшана. Іхаб Хассан включив «Інтермедіа, злиття форм, змішання світів», у свій список характеристик постмодерністського мистецтва. Однією з найпоширеніших форм «мультимедіа-арту» є використання відео-і ЕЛТ-моніторів, назване відео-артом. Хоча теорія об'єднання декількох мистецтв в одному досить стара, і до неї повертаються періодично, у своєму постмодерністському прояві вона часто поєднана з перформансом, з якого прибрано драматичний підтекст, а залишилися лише конкретні висловлювання художника або концептуальне викладення своїх дій.
Концепція інтермедія Гіггінса пов'язана з поширенням мультимедійних цифрових практик, таких як занурення у віртуальну реальність, цифрового мистецтва та комп'ютерного мистецтва.

### Telematic Art
Телематичне мистецтво-це діалог артпроєктів з використанням комп'ютерних телекомунікаційних мереж як середовища, в якому цей діалог відбувається. Телематичне мистецтво кидає виклик традиційним стосункам між активними переглядачами творів і пасивними артоб'єктами, створюючи інтерактивні, поведінкові контексти для дистанційних естетичних зустрічей. Рой Аскотт бачить телематичне мистецтво як перетворення глядача на активного учасника створення картини, яке постійно продовжується. Аскотт перебуває на передньому краї теорії та практики інтерактивного мистецтва з 1978 року, коли він вперше з'явився онлайн, організовуючи різні спільні онлайн-проекти.

### Аппропріейшн-арт і нео-концептуальне мистецтво
У своєму есе 1980 року Алегоричний імпульс: до теорії постмодернізму, Крейг Овенс визначає повторну появу алегоричного імпульсу як характеристики постмодерністського мистецтва. Цей імпульс можна побачити в аппропріейшн-арт таких художників, як Шеррі Лівайн і Роберт Лонго, оскільки, «Алегоричні образи це присвоєні образи». Аппропріейшн-арт розвінчує модерністські уявлення про геній і оригінальність митця, і є більш неоднозначним і суперечливим, ніж мистецтво модернізму, одночасно встановлюючи і підриваючи ідеології, «бувши і критиком і співучасником.»

### Нео-експресіонізм і живопис
Повернення до традиційних форм мистецтва, скульптури і живопису наприкінці 1970-х — на початку 1980-х років, яке можна побачити в роботах таких художників-неоекспресіоністів, як Георг Базеліц і Джуліан Шнабель було описане як постмодерністські тенденції , і однією із перших послідовних течій, що виникли в епоху постмодерну. Однак, її тісні зв'язки з комерційним артринком викликають питання і про її статус як постмодерністської течії і про саме визначення постмодернізму. Гел Фостер стверджує, що нео-експресіонізм був у змові з консервативною культурної політикою епохи Рейгана-Буша в США Фелікс Гваттарі ігнорує «великі рекламні операції, що дістали назву 'нео-експресіонізм' у Німеччині» (приклад «примхи, яка підтримує себе за допомогою гласності»), як занадто легкий шлях для нього, «щоб показати, що постмодернізм є нічим іншим, крім останнього подиху модернізму.» Ці критики нео-експресіонізму показують, що гроші і зв'язки з громадськістю справді підтримували довіру світу сучасного мистецтва в Америці в той самий період, що й концептуальні художники, а практики жінок-художниць, включаючи таких феміністських теоретиків, як Гризельда Поллок, систематично переоцінювали сучасне мистецтво. Браян Массумі стверджує, що Делез і Гваттарі відкривають горизонти нових визначень краси у мистецтві постмодернізму. Для Жана-Франсуа Ліотара живопис таких художників як Валеріо Адамі, Даніель Бюрен, Марсель Дюшан, Браха Еттінґера і Барнетта Ньюмана, що після авангарду і живопису Поля Сезанна і Кандинського, був рушієм для нових ідей піднесеного в сучасному мистецтві.